# Liste der Baudenkmäler in Burscheid
Die Liste der Baudenkmäler in Burscheid enthält die denkmalgeschützten Bauwerke auf dem Gebiet der Stadt Burscheid im Rheinisch-Bergischen Kreis in Nordrhein-Westfalen (Stand: März 2017). Diese Baudenkmäler sind in der Denkmalliste der Stadt Burscheid eingetragen; Grundlage für die Aufnahme ist das Denkmalschutzgesetz Nordrhein-Westfalen (DSchG NRW).

## Baudenkmäler
| Bild                               | Bezeichnung                                                                            | Lage                                                                                 | Beschreibung | Bauzeit                                                                      | Eingetragen seit | Denkmal- nummer |
| ---------------------------------- | -------------------------------------------------------------------------------------- | ------------------------------------------------------------------------------------ | --- | ---------------------------------------------------------------------------- | ---------------- | --------------- |
| weitere Bilder                     | ehem. Pastoratgebäude                                                                  | Hauptstraße 36 Karte                                                                 | | 1570                                                                         |                  | 1               |
| weitere Bilder                     | Evangelische Kirche                                                                    | Hauptstraße 46 Karte                                                                 | | 1570                                                                         |                  | 1 a             |
| weitere Bilder                     | Gaststätte „Deutsches Haus“                                                            | Hauptstraße 37 Karte                                                                 | | 1756                                                                         |                  | 2               |
| Stadtbücherei                      | Stadtbücherei                                                                          | Hauptstraße 38 Karte                                                                 | | Mitte d. 19. Jahrhunderts                                                    |                  | 3               |
| weitere Bilder                     | Stadtbücherei                                                                          | Hauptstraße 40 Karte                                                                 | | Mitte d. 19. Jahrhunderts                                                    |                  | 4               |
| Wohn- und Geschäftshaus            | Wohn- und Geschäftshaus                                                                | Hauptstraße 42 Karte                                                                 | | Mitte d. 19. Jahrhunderts                                                    |                  | 5               |
| weitere Bilder                     | Wohnhaus                                                                               | Dierath 55 Karte                                                                     | | 1805                                                                         |                  | 7               |
| weitere Bilder                     | Wohnhaus                                                                               | Dierath 48 Karte                                                                     | | 19. Jahrhundert                                                              |                  | 8               |
| weitere Bilder                     | Wohnhaus                                                                               | Bornheim 15 Karte                                                                    | | 17. Jahrhundert                                                              |                  | 9               |
| weitere Bilder                     | Wohngebäude                                                                            | Dierath 27 Karte                                                                     | | 18. Jahrhundert                                                              |                  | 10              |
| weitere Bilder                     | Wohnhaus                                                                               | Hauptstraße 91 Karte                                                                 | | 1. Hälfte 19. Jahrhundert                                                    |                  | 11              |
| weitere Bilder                     | Hotel                                                                                  | Haus Landscheid Karte                                                                | | 1718 – 1725                                                                  |                  | 12              |
| weitere Bilder                     | Katholische Kirche                                                                     | Altenberger Str. 3 Karte                                                             | | 1892                                                                         |                  | 13              |
| Wohnhaus mit Gaststätte            | Wohnhaus mit Gaststätte                                                                | Flügel 3 Karte                                                                       | | 1948                                                                         |                  | 14              |
| Kriegerdenkmal                     | Kriegerdenkmal                                                                         | Altenberger Str. Karte                                                               | | 1870 / 1871                                                                  |                  | 15              |
| Brunnenhäuschen                    | Brunnenhäuschen                                                                        | Kaltenherberg 24 Karte                                                               | | 19. Jahrhundert                                                              |                  | 16              |
| weitere Bilder                     | Wohnhaus                                                                               | Irlen 1 Karte                                                                        | | 1800                                                                         |                  | 17              |
| Pumpe                              | Pumpe                                                                                  | Kaltenherberg 89 Karte                                                               | | 1900                                                                         |                  | 18              |
| Wohnhaus                           | Wohnhaus                                                                               | Hanscheider Hof Karte                                                                | | 1723                                                                         |                  | 19              |
| Wohnhaus                           | Wohnhaus                                                                               | Straßer Hof 4 Karte                                                                  | | A. 19. Jahrhundert                                                           |                  | 20              |
| weitere Bilder                     | Mühlengebäude / Wohnhaus                                                               | Dürscheider Mühle Karte                                                              | | 1775                                                                         |                  | 21              |
| weitere Bilder                     | Ensemble an Mühlengebäuden, Museum                                                     | Lambertsmühle Karte                                                                  | eine der schönsten Mühlen im Stadtgebiet, 1766 niedergebrannt u. in heutiger Form wiedererrichtet; zugeh. funktionsfähiges 5,5 m gr. Wasserrad, Stall, Remise, Schmiede, Scheune, Bauerngarten | 1766                                                                         |                  | 22              |
| weitere Bilder                     | Wohnhaus / ehem. Mühlengebäude                                                         | Thielenmühle Karte                                                                   | eine der am besten erhaltenen Mühlen des Bergischen Landes; techn. Einrichtung (Mahlgänge u.-werke) Brotverkaufsraum aus den 50'Jahren vollständig erhalten; Mühlrad jedoch nicht mehr funktionsfähig; in einem Nebengebäude richtete Friedrich Wilhelm Götze 1887 seine erste Werkstatt zur Fertigung von Dichtungen für Dampflokomotiven ein - Grundstein für die spätere Götze AG (heute Federal Mogul) | errichtet 1620, nach einem Brand (1780) heutiges Gebäude neuerrichtet (1782) |                  | 23              |
| weitere Bilder                     | Wohnhaus                                                                               | Repinghofener Straße 22 Karte                                                        | | A. 19. Jahrhundert                                                           |                  | 24              |
| weitere Bilder                     | Wohnhaus                                                                               | Hauptstraße 48 und 50 / Kirchengasse 2 und 4 Karte                                   | | 2. Hälfte 19. Jahrhundert                                                    |                  | 25              |
| weitere Bilder                     | Wohnhaus                                                                               | Pastor-Löh-Straße 3 Karte                                                            | | 1. Hälfte 19. Jahrhundert                                                    |                  | 26              |
| weitere Bilder                     | Wohnhaus / ehem. Mühlengebäude                                                         | Gerstenmühle 1 Karte                                                                 | ehemalige Wassermühle in Fachwerkbauweise mit noch sichtbaren Wasseranlagen, heute Wohnhaus. | 2. Hälfte 19. Jahrhundert                                                    |                  | 27              |
| weitere Bilder                     | Wohnhaus / ehem. Fabrikgebäude                                                         | Raderweg 2 Karte                                                                     | | 1830                                                                         |                  | 28              |
| weitere Bilder                     | Wohnhaus / ehem. Mühlengebäude                                                         | Grünscheider Mühle Karte                                                             | | A. 19. Jahrhundert                                                           |                  | 29              |
| Wohnhaus                           | Wohnhaus                                                                               | Sträßchen 2 Karte                                                                    | | A. 19. Jahrhundert                                                           |                  | 30              |
| Wohnhaus                           | Wohnhaus                                                                               | Dünweg 49 Karte                                                                      | | Ende 18. Jahrhundert                                                         |                  | 31              |
| weitere Bilder                     | Gut Höfchen                                                                            | nahe Sträßchen Kölner Straße (L188) Karte                                            | | 1. Hälfte 19. Jahrhundert                                                    |                  | 32              |
| Wohnhaus                           | Wohnhaus                                                                               | Geilenbacher Weg 41 Karte                                                            | | 18. / 19. Jahrhundert                                                        |                  | 33              |
| Wohnhaus                           | Wohnhaus                                                                               | Hauptstraße 83 Karte                                                                 | | 2. Hälfte 19. Jahrhundert                                                    |                  | 34              |
| Fachwerk-Wohnhaus-Komplex 13/15/19 | Fachwerk-Wohnhaus-Komplex 13/15/19                                                     | Grünscheid 13 Karte                                                                  | zweigeschoss. Fachwerkbau (Sichtfachwerk) mit Krüppelwalmdach | 17. Jahrhundert; 19. Jahrhundert erweitert                                   |                  | 36              |
| BW                                 | Fachwerk-Wohnhaus-Komplex 13/15/19                                                     | Grünscheid 15 Karte                                                                  | zweigeschoss. Fachwerkbau (Sichtfachwerk) mit Krüppelwalmdach | 17. Jahrhundert; 19. Jahrhundert erweitert                                   |                  | 37              |
| Fachwerk-Wohnhaus-Komplex 13/15/19 | Fachwerk-Wohnhaus-Komplex 13/15/19                                                     | Grünscheid 19 Karte                                                                  | zweigeschoss. Fachwerkbau (Sichtfachwerk) mit Krüppelwalmdach | 17. Jahrhundert; 19. Jahrhundert erweitert                                   |                  | 38              |
| weitere Bilder                     | Wohnhaus                                                                               | Lämgesmühle 6 und 6a Karte                                                           | | 1800                                                                         |                  | 39              |
| weitere Bilder                     | ehem. Bahnhof – Werkstattgebäude, Restaurant                                           | Montanusstraße 15a Karte                                                             | | 1906                                                                         |                  | 40              |
| weitere Bilder                     | ehem. Wohnhaus                                                                         | Weiherstraße 5 Karte                                                                 | | Mitte 19. Jahrhundert                                                        |                  | 41              |
| weitere Bilder                     | Wohn- und Geschäftshaus                                                                | Hauptstraße 66 Karte                                                                 | | Ende 18. Jahrhundert                                                         |                  | 42              |
| weitere Bilder                     | Fachwerkhaus ehem. Hofanlage                                                           | Großösinghausen 16 Karte                                                             | | 2. Hälfte 18. Jahrhundert                                                    |                  | 44              |
| weitere Bilder                     | Fachwerkhaus                                                                           | Dierath 64 Karte                                                                     | | Ende 18. Jahrhundert                                                         |                  | 45              |
| Fachwerkgebäude / ehem. Schule     | Fachwerkgebäude / ehem. Schule                                                         | Benninghausen 15 Karte                                                               | | 1733                                                                         |                  | 46              |
| Wohnhaus / ehem. Scheune           | Wohnhaus / ehem. Scheune                                                               | Dierath 62c Karte                                                                    | | 19. Jahrhundert                                                              |                  | 47              |
| ehem. Mühle / Wohngebäude          | ehem. Mühle / Wohngebäude                                                              | Brucher Mühle Karte                                                                  | | 18. Jahrhundert                                                              |                  | 48              |
| Ein-Mann-Bunker                    | Ein-Mann-Bunker                                                                        | Grünanlage Friedrich-Goetze-Str./Bürgermeister-Schmidt-Straße (Alter Friedhof) Karte | |                                                                              |                  | 49              |
| weitere Bilder                     | Wandmalerei in der ehem. Aula der Berufs- u. Handelsschule; jetzt Rathaus-Nebengebäude | Ewald-Sträßer-Weg 2 (Rathaus - Sitzungszimmer) Karte                                 | Freskomalereien des Münchner Malers Ernst Maria Fischer (1907–39) mit allegorische und mytholog. Darstellungen, die den Bildungsauftrag der Schule unterstützen sollten. | 1931                                                                         | 18.12.1998       | 50              |
| weitere Bilder                     | Altes Badehaus (Kulturstätte)                                                          | Bürgermeister-Schmidt-Straße 7 c Karte                                               | Ehem. Freibadgebäude | 1913                                                                         |                  | 51              |
| weitere Bilder                     | Fachwerkwohnhaus                                                                       | Dierath 36 Karte                                                                     | | 1905                                                                         |                  | 52              |
| weitere Bilder                     | Fachwerkwohnhaus                                                                       | Dierath 23 Karte                                                                     | | 1791                                                                         |                  | 53              |
| weitere Bilder                     | Fachwerkwohnhaus (ohne Anbau)                                                          | Dierath 46 Karte                                                                     | |                                                                              |                  | 54              |
| Fachwerkwohnhaus                   | Fachwerkwohnhaus                                                                       | Herbergsplatz 7 Karte                                                                | | 2. Hälfte des 19. Jh. / um 1900                                              |                  | 55              |
| Wohnhaus (Villa)                   | Wohnhaus (Villa)                                                                       | Hauptstraße 98 Karte                                                                 | | 19. Jahrhundert                                                              |                  | 56              |

## Ehemalige Baudenkmäler
| Bild | Bezeichnung | Lage           | Beschreibung | Bauzeit | Eingetragen seit | Denkmal- nummer |
| ---- | ----------- | -------------- | ------------ | ------- | ---------------- | --------------- |
|      |             | Hauptstraße 16 | gelöscht     |         |                  | 6               |
|      |             | Hauptstraße 85 | gelöscht     |         |                  | 35              |
|      |             | Raderwand      | gelöscht     |         |                  | 43              |